# Arrondissementen van Lyon
De arrondissementen van Lyon zijn stadsdelen van de Franse stad Lyon. Lyon is, samen met Parijs en Marseille, een van de drie Franse steden die onderverdeeld zijn in zulke arrondissementen. Deze arrondissementen dienen niet verward te worden met de arrondissementen waar alle Franse departementen in op zijn gedeeld, en waarvan de hoofdplaats een zogenaamde sous-préfecture is.